# سهرویه
سهرویه، روستایی از توابع بخش مرکزی شهرستان اردستان در استان اصفهان ایران است.اين روستا يكي از قديمي ترين روستاهاي استان اصفهان كه در حوالي شهر اردستان قرار دارد در اين روستا تپه كوتاهي وجود دارد كه اهالي اين منطقه به دليل كور كردن ديد منطقه از روبرو به آن لقب كپه عمر داده‌اند.ساكنين اين منطقه اكثرا مهاجرت كرده و اين منطقه براي تفريحات ييلاقي و قشلاقي بسيار مناسب است . در حال حاضر آب منطقه لوله كشي ميباشد و همچنين لوله كشي گاز و سيم كشي برق و تلفن در اين روستا موجود است. اين منطقه زمين هاي بايري براي كشت ميوه هايي همچون پسته ، عناب ، سنجد ، انار ، سيب ، زرد آلو ، زالزالك و برگ محلي درخت رزماري كه فقط در اين منطقه رشد ميكند. همچنين اكثر ساكنين اين منطقه از اربابان روستاهاي همجوار اين منطقه بودند كه اين روستا را براي سنين پيري خود آباد كرده بودند روستاهاي همجوار منطقه ميتوان به روستاي كچومثقال و روستاي دره باغ و روستاي مغار و روستاي تل اباد و روستاي سياه اباد و روستاي امير اباد كه در حال حاضر مستعد شهر شدن ميباشد ميتوان اشاره كرد همچنين انتهاي جاده اي كه از اردستان منتهي ميشود به سرو روستاي مهرآباد معروف به ميرآ ميباشد كه اكثر ساكنين اين منطقه اربابان منطقه سرو بودند و سرويان رايت مردم مهرآباد بودند.فامیلی خانواده های سرویی عبارتند از نوری ، نجات فلاح ، ابراهیمی ، رضایی و...

## جمعیت
این روستا در دهستان کچو قرار دارد و براساس سرشماری مرکز آمار ایران در سال ۱۳۸۵، جمعیت آن ۹ نفر (۵خانوار) بوده‌است.